# Ares Vallis

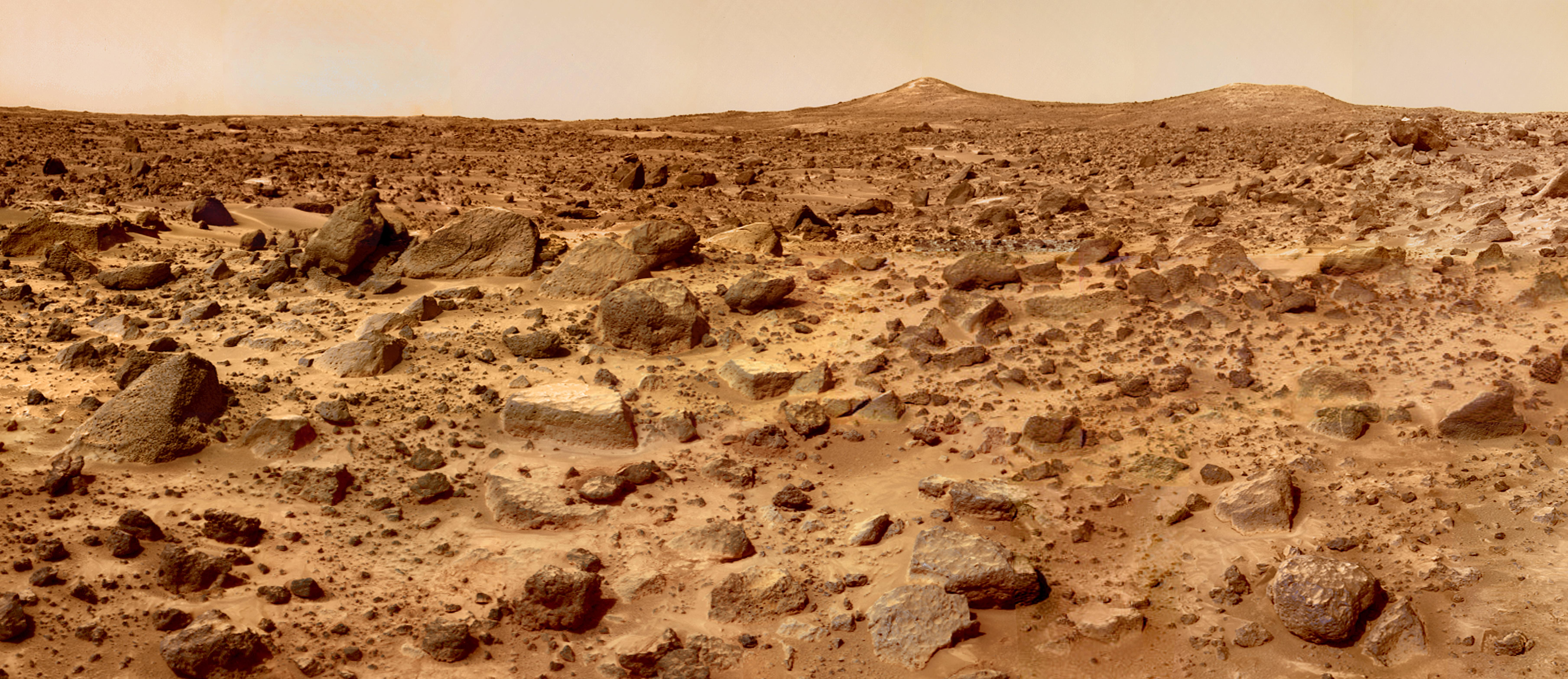
Ares Vallis in 1997 gefotografeerd door de Mars Pathfinder

Ares Vallis (10,4° N, 25,8° W) is een vallei op Mars van 1700 km lang. Het is mogelijk door een stromende vloeistof, eventueel water, uitgegraven. De vallei ontspringt aan het heuvelachtige Margaritifer Terra, waar de inzinking van Iani Chaos (180 km lang en 200 km breed) met het begin van Ares Vallis verbonden is door een 100 km brede overgangszone gecentreerd rond 342,5° Oost en 3° Noord. De vallei loopt verder door de oeroude hooglanden van Xanthe Terra om met een deltaachtig gebied te eindigen in Chryse Planitia.
De naam is ontleend aan de oude Griekse naam voor Mars: Ares, de oorlogsgod.
Ares Vallis was het landingsgebied van de Mars Pathfinder van de NASA, die het gebied aan de grens met Chryse in 1997 bestudeerde.

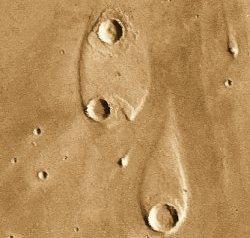
Eilanden van sediment aan de monding van Ares Vallis bij Chryse Planitia.

## Verwijzingen
1. ↑   ESA. Gearchiveerd op 2 augustus 2012.